# Гордон, Гарри Борисович
Га́рри Бори́сович Гордо́н (род. 12 июля 1941, Одесса, УССР, СССР) — советский, украинский и российский поэт и прозаик, художник. Отец журналиста и телеведущего Александра Гордона.

## Биография
Родители — юрист Борис Исаакович Гордон (настоящая фамилия Авербух, 1894—1964) и учительница Ольга Михайловна Червина.
Братья — литераторы Владимир Борисович Го́рдон (прозаик), Измаил Борисович Го́рдон (1922—2008, поэт), Эдуард Борисович Го́рдон-Черви́н (прозаик, его дочь — поэтесса Елена Гассий, 1959—2002), Михаил Борисович Го́рдон (прозаик).
Учился живописи в Одесском художественном училище. Затем окончил Ленинградское высшее художественно-промышленное училище им. В. И. Мухиной.
Автор поэтических книг «Тёмная комната», «Птичьи права», и прозы: «Поздно. Темно. Далеко», «Пастух своих коров». Автор сценария и художник-постановщик фильма Александра Гордона «Пастух своих коров» и автор сценария фильма Александра Гордона «Огни притона».
Лауреат Горьковской премии 2012 года. Член Союза писателей Москвы.
2002—2006 гг. Участник выставок в Манеже, в галереях «Арт-Яр», «С-Арт».
Персональные выставки:
- 1995 г. галерея «L’ermitage», Нью-Йорк
- 2003 г. Галерея «Кентавр», Москва
- 2007 г. Галерея «Арт-Яр», Москва
- 2008 г. Галерея «Древо», Москва
- 2010 г. Галерея «Древо», Москва
- 2011 г. ЦДХ, Москва

## Основные сочинения
Написал роман «Поздно. Темно. Далеко» — лирическое повествование о ценности и неповторимости отдельной человеческой судьбы в судьбе целого поколения, сборник стихотворений «Птичьи права».
Является одним из редакторов альманаха «Предлог» и журнала «Коростель».

## Фильмография
По одной из первых повестей Гарри Гордона — «Пастух своих коров» сын писателя режиссёр Александр Гордон снял одноимённый фильм (студия «Экран-холл»), который на ММКФ 2007 в рамках программы «Современное кино России» был представлен зрителям.
Гарри Борисович являлся также автором сценария и художником этой картины.
В 2007 году прошли съёмки ещё одного фильма по ещё одной повести Г. Гордона «Огни притона». Действие происходит в Одессе в 1958 году. На экраны фильм вышел в ноябре 2011 года.
Является одним из авторов сценария телесериала 2011-2012 годов «Судьба на выбор».